# 昆杜拉·雅諾維茨
昆杜拉·雅諾維茨（德語：Gundula Janowitz，1937年8月2日—），著名奧地利女高音歌劇演唱家。雅諾維茨以她壯麗的嗓音和高音部分出色的聲音控制而著名，因此深受指揮家卡拉揚的讚賞和提攜。